# Трогирска катедрала
Трогирската катедрала „Свети Лаврентий“ (на хърватски: Katedrála Sv. Lovre) е римокатолическa трикорабна базилика, построена в романско-готически стил в Трогир, Хърватия.
Тъй като нейното изграждане е продължило няколко века, в нея са събрани всички архитектурни стилове, които са се сменяли в Далмация. Днес катедралата е смятана за най-величествения паметник и е сред символите на града.

## История
Изграждането на катедралата започва през 1213 г. върху основите на раннохристиянска църква, която е била разрушена от сарацините през 1123 г. Както старата, така и новоизградената катедрала е посветена на Свети Лаврентий, но е позната също така и като катедрала на Свети Иван Трогирски (защитник на града, който умира през 1111 г.), който е бил трогирски епископ. Известен е със своя богоугоден живот и отпора, който оказва на унгарския крал Калман, който завладява Далмация и цялото Хърватско кралство.
Повечето от строителните работи по изграждането на катедралата са от XIII век. Строежът ѝ е завършен през 1251 г., породи което в по-голямата си част катедралата е изградена в романски стил. През XV век е изградена готическата арка. По това време на Андрия Алеши е поръчано да изгради до преддверието на катедралата баптистерий. Същевременно Алеши работи и на обновяването на църковната ризница. Градежът на баптистрерия трае до 1467 г. На следващата година Андрия Алеши и Никола Фирентинац поемат поръчка да изградят параклис на Свети Иван Трогирски. Строежът на Трогирската катедрала приключва през 1589 г., когато и последният трети етаж от камбанарията е завършен в типичния за епохата маниеристичен стил.
Работата по камбанарията започва още в края на XIV век, но строителството ѝ е завършено в края на XVI век. Първият етаж е в готически стил и е построен от майсторите Стиепан и Матей. След като е разрушен от венецианците през 1420 г. е възстановен от Матия Гойкович. Вторият етаж е в ранен готически стил и вероятно е работа на венецианските майстори, тъй като напомня за прозорците от най-известния венециански дворец Ка д'Оро. Последният етаж е построен от Трифун Боканич (1575-1609). На върха на камбанарията има четири статуи, дело на венецианския скулптор Алесандро Витория (1525-1608). В центъра на фасадата, в овална форма, е поставен релеф на герба на най-мощния хърватско-унгарския крал Лайош I Велики.